# 1827
1827 (MDCCCXXVII) fue un año común comenzado en lunes según el calendario gregoriano.

## Acontecimientos

### Enero
- 26 y 23 de enero: en el Perú, empezando como una sublevación militar de las tropas grancolombinas descontentas por la falta de pagos, derivó en una sublevación cívica dirigida por líderes liberales como Manuel Lorenzo de Vidaurre y Francisco Javier Mariátegui.

### Febrero
- 8 y 9 de febrero: en la Guerra del Brasil, la Armada Argentina derrota a la del Imperio del Brasil en la Batalla Naval de Juncal.
- 20 de febrero: en el marco de la Guerra del Brasil, el Ejército Argentino derrota al del Imperio del Brasil en la Batalla de Ituzaingó.
- 28 de febrero: en Carmen de Patagones (Patagonia argentina), en el marco de la Guerra del Brasil, las fuerzas argentinas derrotan definitivamente por mar y tierra a la fuerza expedicionaria del Imperio del Brasil.

### Abril
- 4 de abril: en Costa Rica sacude un terremoto 7.7 actual Guanacaste

### Julio
- 6 de julio: en Argentina se libra la Batalla de Rincón de Valladares.

### Septiembre
- 4 de septiembre: en Finlandia pasa el Gran incendio de Turku muertes aproximadas:54.300 un gran incendio devastó la mayor parte de la ciudad
- 12 de septiembre: en Chile se funda el diario El Mercurio de Valparaíso.
- 22 de septiembre: en los Estados Unidos, Joseph Smith, fundador del Movimiento de los Santos de los Últimos Días sostiene haber recibido planchas de oro de parte de un ángel de nombre Moroni, a partir de las cuales escribiría el Libro de Mormón.

### Octubre
- 27 de octubre: en el Teatro alla Scala de Milán se estrena la ópera Il pirata de Vincenzo Bellini.

### Noviembre
- 15 de noviembre: en Colombia, 70 km al noreste de Popayán y 100 km al sureste de Cali a las 20:00 hora local se produce un terremoto que deja un saldo de 250 víctimas.

### Diciembre
- 27 de diciembre: en la provincia de Buenos Aires (Argentina) el comandante Bernardino Escribano funda el fuerte Federación, que luego se convertirá en la localidad de Junín.[1]

### Fechas desconocidas
- En Cataluña (España) se lleva a cabo una sublevación carlista.

## Arte y literatura
- Victor Hugo escribe Cromwell.
- Orest Kiprenski pinta el Retrato de Aleksandr Pushkin (Galería Tretiakov, Moscú).
- Eugéne Delacroix pinta La muerte de Sardanápalo (Museo del Louvre, París).
- Jean-Auguste-Dominique Ingres pinta La apoteois de Homero (Museo del Louvre, París).

## Nacimientos
- 1 de enero: Manuel Alonso Martínez, jurista y político español (f. 1891).
- 7 de enero: Sandford Fleming, ingeniero e inventor canadiense (f. 1915).
- 10 de enero: Carlos Guido y Spano, poeta argentino (f. 1918).
- 10 de febrero: Martín Tovar y Tovar, pintor venezolano (f. 1902).
- 21 de febrero: Juan Bautista Ceschi a Santa Croce, Gran maestre de la Orden de Malta.
- 11 de marzo: Édouard Piette, historiador y arqueólogo francés (f. 1906).
- 5 de abril: Joseph Lister, cirujano británico (f. 1912).
- 8 de abril: Ramón Emeterio Betances, político, doctor y diplomático puertorriqueño (f. 1898).
- 12 de junio: Johanna Spyri, escritora suiza (f. 1901).
- 20 de junio; Bernhard Weiss, teólogo protestante alemán.
- 24 de junio: Juan Bautista García, militar y político venezolano (f. 1889).
- 2 de agosto: Manuel Pavía, militar español (f. 1895).
- 6 de agosto: José Manuel Marroquín, político colombiano, presidente entre 1900 y 1904 (f. 1908).
- 16 de septiembre: Jean Albert Gaudry, geólogo y paleontólogo francés (f. 1908).
- 26 de noviembre: Ellen G. White, religiosa estadounidense, cofundadora de la iglesia adventista (f. 1915).
- 26 de noviembre: Salvador Amargós, impresor español (f. 1878).
- 7 de diciembre: Teodoro Cottrau, compositor italiano.
- 11 de diciembre: Adam Crooks, político canadiense (f. 1885).

### Fechas desconocidas
- Henry Gray, anatomista y cirujano británico (f. 1861).
- Teófilo Ivanovski, general argentino (f. 1874).

## Fallecimientos
- 27 de febrero: Simón de Rojas, botánico español (n. 1777).
- 5 de marzo: Pierre Simon Laplace, matemático francés (n. 1749).
- 5 de marzo: Alessandro Volta, físico italiano (n. 1745).
- 21 de marzo (70): Michel-Gabriel Paccard, médico y alpinista saboyano (n. 1757), ciudadano del Reino de Cerdeña. Fue el primero en coronar el monte Blanco con Jacques Balmat el 8 de agosto de 1786.
- 26 de marzo: Ludwig van Beethoven (56), músico y compositor alemán (n. 1770).
- 22 de abril: Thomas Rowlandson, pintor y caricaturista británico (n. 1756).
- 21 de junio: José Joaquín Fernández de Lizardi, escritor mexicano (n. 1776).
- 31 de julio: José Fernando de Abascal, militar español (n. 1743).
- 30 de septiembre: Wilhelm Müller, poeta alemán (n. 1794).
- 8 de diciembre: Luis Beltrán, fraile y militar argentino (n. 1784).